# مجموعة البيان القابضة
مجموعة البيان القابضة هي تكتل أعمال مقرها الرياض، المملكة العربية السعودية ، وفي العاصمة، الكويت. تقدم الشركات التابعة لها خدمات تشمل تطوير العقارات وإدارتها، والمعلومات والاتصالات، والطباعة والتغليف، والخدمات اللوجستية، والتوريد والتجارة.

## التاريخ
في عام 2005، وقع رئيس مجلس إدارة مجموعة البيان القابضة الدكتور محمد عبيد الحماد صفقة إعلانات تجارية مع الوزير إياد بن أمين مدني من وزارة الثقافة والإعلام.
في عام 2012، كان الحماد يدير 20 شركة في المملكة العربية السعودية ودول مجلس التعاون الخليجي، بما في ذلك شركة الأولى جوجيت.
في عام 2012، مَنحت إدارة الملك عبد الله آل سعود رسميًا مجموعة البيان القابضة الإذن بتنظيم مهرجان الجنادرية السنوي في الرياض.
في عام 2013، كرم أمير منطقة الرياض آنذاك، الأمير خالد بن بندر بن عبد العزيز آل سعود، الدكتور الحماد للعمل الممتاز الذي قامت به شركة دنغو للمقاولات، إحدى شركات مجموعة البيان القابضة، لتنفيذ مشروع التعزيز. من الموارد المائية في الرياض.
أصبحت أول شركة سعودية تصدر سند إسلامي بالرينجت الماليزي، كجزء من برنامج استثماري بقيمة مليار رينغيت ماليزي، أطلقت شركة البيان الصفقة بضخ 200 مليون رينجت ماليزي.
في عام 2014، وقعت فنادق ومنتجعات هيلتون صفقة مع شركة دار البيان العقارية التابعة لمجموعة البيان القابضة لإطلاق فندق في الجبيل بالمملكة العربية السعودية.
في عام 2014، وقعت مجموعة البيان القابضة عقدًا إسلاميًا مشتركًا بقيمة 70 مليون دولار، لتمويل تسهيل مع مجموعة من البنوك الإقليمية والدولية الرائدة.
في عام 2015، تم تعيين الحماد نائبًا جديدًا لرئيس مجلس الجمعيات التعاونية السعودية في 22 نوفمبر 2014 من قبل الأمير سعود بن سلمان بن عبد العزيز آل سعود. ومع ذلك، فإن منصب الدكتور الحماد محل خلاف بعد أزمة عام 2017 عندما علقت شركة رام الماليزية تصنيفات مجموعة البيان القابضة.
في عام 2016، وقعت تيلي بيتزا الإسبانية صفقة امتياز مع مجموعة البيان القابضة من أجل إنشاء واحد من ثلاثة فروع سعودية في الرياض.